# SWR Big Band

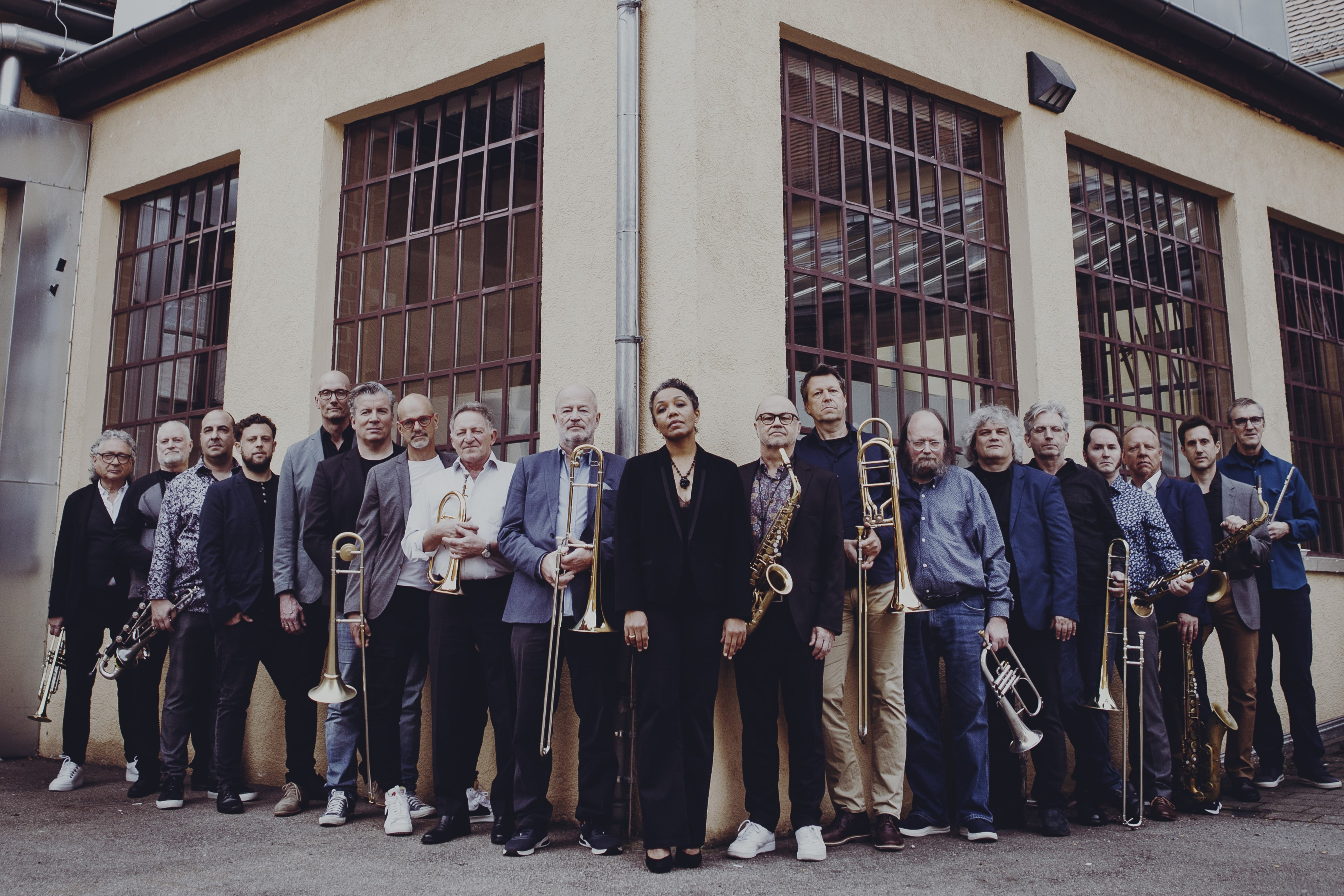
Die SWR Big Band mit Sängerin Fola Dada, 2023.

Logo der SWR Big Band

Die SWR Big Band ist die Big Band des Südwestrundfunks (SWR) in Stuttgart. 1951 wurde sie von Erwin Lehn als „Südfunk-Tanzorchester“ gegründet. Der Klangkörper hat sich von einem Unterhaltungsorchester zu einem künstlerischen Ensemble entwickelt. Die SWR Big Band arbeitet dabei regelmäßig mit renommierten Solisten und Arrangeuren zusammen. Mit über 40 Konzerten pro Jahr deckt die SWR Big Band ein Spektrum von Jazz über Fusion bis hin zu Weltmusik und Pop ab.

## Geschichte

### Ursprung als Rundfunk-Tanzorchester
Der Süddeutsche Rundfunk plante Anfang der 1950er Jahre, ein Tanzorchester aufzubauen, das „gepflegte Tanzmusik“ spielte, und nahm dafür Erwin Lehn unter Vertrag, der am 1. April 1951 offiziell die Leitung des Ensembles übernahm; er erhielt dafür einen Etat vom Sender; die Musiker waren bei ihm persönlich angestellt. Lehn war es ein großes Anliegen, auch Jazz ins Repertoire aufzunehmen. Die Formation spielte bei öffentlichen Auftritten, Rundfunkübertragungen und Matineen; das Repertoire des Tanzorchesters reichte daher von Operettenklängen über kommerzielle Tanzmusik und „Gebrauchsmusik“ bis zum Jazz.
Zur Rundfunkarbeit kamen erfolgreiche Tourneen und Veranstaltungen hinzu. 1955 trat Lehn mit dem Südfunk-Tanzorchester beim Deutschen Jazzfestival in Frankfurt und bei der Konzert- und Sendereihe „Treffpunkt Jazz“ mit internationalen Jazz-Größen in Stuttgart auf. In diesem Rahmen begleitete das Orchester unter anderem Lester Young, Stan Getz, Benny Goodman, Chet Baker und Miles Davis.
Wenig später trat das Südfunk-Tanzorchester im Pariser Palais de Chaillot und auf der Weltausstellung in Brüssel auf. 1956 veröffentlichte es mit Lehn das Album The German Jazz Hurricane und erreichte noch in den 1950er Jahren einen „Kultstatus“.
Bei den vom Süddeutschen Rundfunk initiierten „Wochen der leichten Musik“ trat das Südfunk-Tanzorchester mit Uraufführungen auf und spielte sog. gehobene Unterhaltungsmusik und „leichte Sinfonik“, wobei der Jazz nur eine „untergeordnete Rolle“ spielte. Eine enge Bindung bestand zu Caterina Valente, mit der das Südfunk-Tanzorchester schon 1953 vor ihrem großen Durchbruch den Titel „Granada“ aufnahm und immer wieder zusammenkam.
Bis in die 1980er Jahre strahlte der Süddeutsche Rundfunk am Samstagnachmittag Unterhaltungssendungen mit Lehn und dem Südfunk-Tanzorchester aus. Außerdem übernahm das Orchester auch in zahlreichen Quizsendungen von Hans Rosenthal den musikalischen Part.

### Umwandlung zur GmbH
Ende der 1980er Jahre wurden die finanziellen Mittel für das Tanzorchester stark gekürzt: Statt des ursprünglichen Jahresetats von 1,6 Millionen DM wurden nur noch 800.000 DM angeboten.
Erwin Lehn gab unter diesen Umständen nach 40 Jahren Ende 1991 auf. Dann übernahmen 1992 die beiden Trompeter Rudolf Reindl und Karl Farrent organisatorisch die Verantwortung für den Klangkörper. Sie entwickelten ein neues Organisationsmodell und gründeten mit einem Stammkapital von DM 50.000 eine Betriebsgesellschaft mit dem Zweck, ein Orchester zu betreiben, für den Süddeutschen Rundfunk Musik auf Tonträger zu produzieren und bei dessen Konzertveranstaltungen mitzuwirken sowie Fernsehsendungen zu betreuen. Die beiden Musiker fungierten als Geschäftsführer dieser Gesellschaft (seit 2012 alleine Reindl).

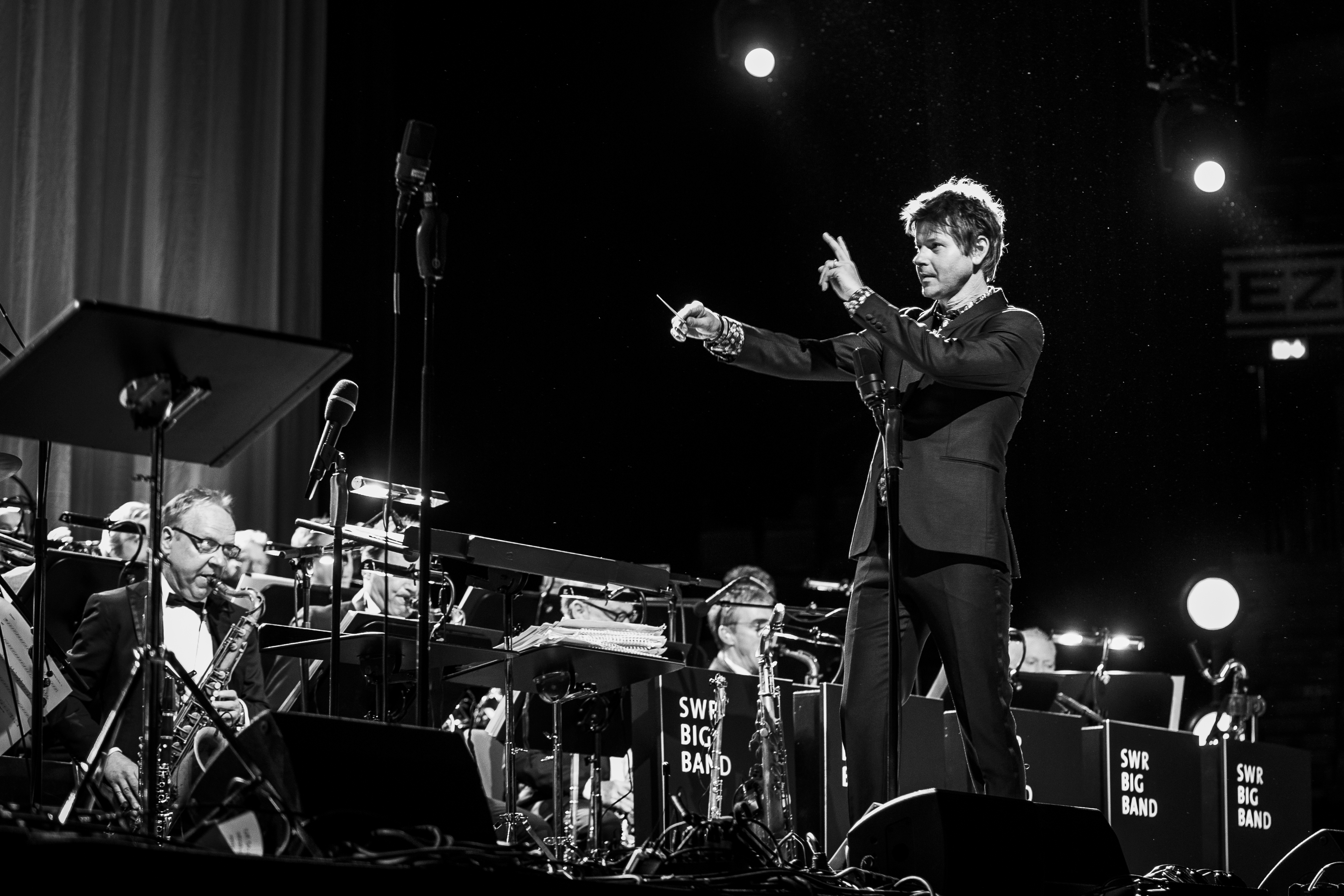
Die SWR Big Band mit Magnus Lindgren, 2022.

Seitdem tritt die Formation mit wechselnden Dirigenten bzw. musikalischen Leitern auf. Mit der Fusion des Süddeutschen Rundfunks (SDR) mit dem Südwestfunk (SWF) zum Südwestrundfunk (SWR) 1998 wurde das Ensemble von SDR-Bigband in SWR Big Band umbenannt. Das Orchester knüpfte an die Vorgängerzeit an. Anhaltenden Erfolg hatte beispielsweise die Konzertreihe „Swing-Legenden“, bei der die Band Max Greger, Paul Kuhn, Bill Ramsey und Hugo Strasser begleitete. Andererseits entstanden nun vermehrt CDs für den Plattenmarkt, etwa eine kommerziell erfolgreiche Tanzpartie-Reihe mit Max Greger jr. und Klaus Wagenleiter.

### Magnus Lindgren als Artist in Residence
Seit 2018 ist der schwedische Jazzmusiker Magnus Lindgren der erste Artist in Residence der SWR Big Band. Mit dem Programm entstehen ein Austausch zwischen verschiedenen Kulturen und damit auch neue musikalische Projekte, unter anderem die TV-Produktion Lights On mit Larry Carlton sowie die Alben Transitions und Bird Lives.
Zum 70-jährigen Bestehen der SWR Big Band leitete 2022 Magnus Lindgren als musikalischer Leiter das Konzert „Das Heimspiel“ mit vielen renommierten Gästen. Es traten unter anderem Till Brönner, Fools Garden, Max Mutzke, Onita Boone, Joo Kraus und John Beasley auf.
Feste Bandsängerin ist Fola Dada, mit der die Band seit 2012 regelmäßig in Erscheinung tritt und zahlreiche Alben aufgenommen hat.

### Musikvermittlung
Neben der regulären künstlerischen Arbeit, engagiert sich die SWR Big Band in den Bereichen Nachwuchsförderung und Musikvermittlung. So führt die Formation seit 2010 Workshops und Konzerte für Schul-Bigbands in Schulen und im SWR-Studio durch. Zudem richtet das Orchester regelmäßig in Kooperation mit dem Bund Deutscher Blasmusikverbände das Big Band Boot Camp aus.

## Ensemble

### Aktuelle Besetzung
Die SWR Big Band ist bis dato (Stand 2024) ein reines Männerensemble geblieben.
- Saxophon: Klaus Graf (Altsaxophon), Pierre Paquette (Baritonsaxophon), Matthias Erlewein, Andreas Maile (Tenorsaxophon)
- Trompete: Nemanja Jovanovic, Felice Civitareale, Karl Farrent, Martin Auer, Rudolf Reindl
- Posaune: Marc Godfroid, Jürgen Neudert, Ian Cumming, Georg Maus (Bassposaune)
- Piano: Volker Engelberth
- Gitarre: Christoph Neuhaus, Frank Kuruc
- Bass: Decebal Badila
- Schlagzeug: Guido Jöris[1]

### Ehemalige Mitglieder
- Saxophon: Werner Baumgart, Joki Freund, Heinz von Hermann, Rainer Heute, Jörg Kaufmann, Bernd Rabe, Gerald Weinkopf, Peter Weniger, Axel Kühn
- Trompete: Franz Bummerl, Martijn de Laat, Johannes Faber, Klaus Osterloh, Claus Reichstaller, Ack van Rooyen, Thomas Vogel, Frank Wellert, Horst Fischer
- Posaune: Ernst Mosch (Bassposaune), Ludwig Nuss, Bobby Burgess, Ernst Hutter, Joe Gallardo, Peter Herbolzheimer
- Piano: Horst Jankowski, Joerg Reiter, Helmut Kirchgässner, Klaus Wagenleiter
- Gitarre: Klaus Peter Schöpfer
- Bass: Peter Witte, Henning Sieverts
- Schlagzeug: Charly Antolini, Klaus Weiss, Jörg Gebhardt, Hermann Muschler (Schlagzeuger/Sänger/Arrangeur)[1]

### Gast-Solisten
Die Big Band tritt bei Jazz-Produktionen regelmäßig mit renommierten Solisten in Erscheinung, darunter Toshiko Akiyoshi, Bill Holman, Don Menza, Bob Mintzer, Gregory Porter, John Beasley, Onita Boone, Curtis Stigers, Chris Potter, Melissa Aldana, Paula Morelenbaum oder Themba Mkhize und Paul Carrack. Zu den europäischen Solisten gehören Ralf Hesse, Fola Dada, Joo Kraus, Max Mutzke und Ida Sand.

### Arrangeure
Die SWR Big Band arbeitet regelmäßig mit bekannten Arrangeuren zusammen, darunter Callum Au, Chris Walden, Ivan Lins, Maria Schneider, Joe Gallardo, Hugo Candelario, Ralf Schmid und Torsten Maaß.

## Auszeichnungen und Nominierungen
2003, 2010 und 2023 wurde die Band mehrmals für die Grammy Awards nominiert (u. a. in der Kategorie Best Large Ensemble).
Im Jahr 2011 stand die SWR Big Band mit dem Album „Bossarenova“ als erste deutsche Band auf der Longlist des „Prêmio da Música Brasileira“, dem bedeutendsten Musikpreis Brasiliens. Für das Album „Public Jazz Lounge“ gewann die SWR Big Band 2015 den German Jazz Award Gold.

2022 wurde „Das Heimspiel“ der SWR Big Band als Beste Rundfunkproduktion des Jahres für den Deutschen Jazzpreis nominiert. Im Jahr 2023 gewann SWR-Big-Band-Arrangeur John Beasley eine Grammy-Auszeichnung für das beste Instrumental- oder A-cappella-Arrangement für den Titel Scrapple from the Apple aus dem SWR Big-Band-Album Bird Lives. 

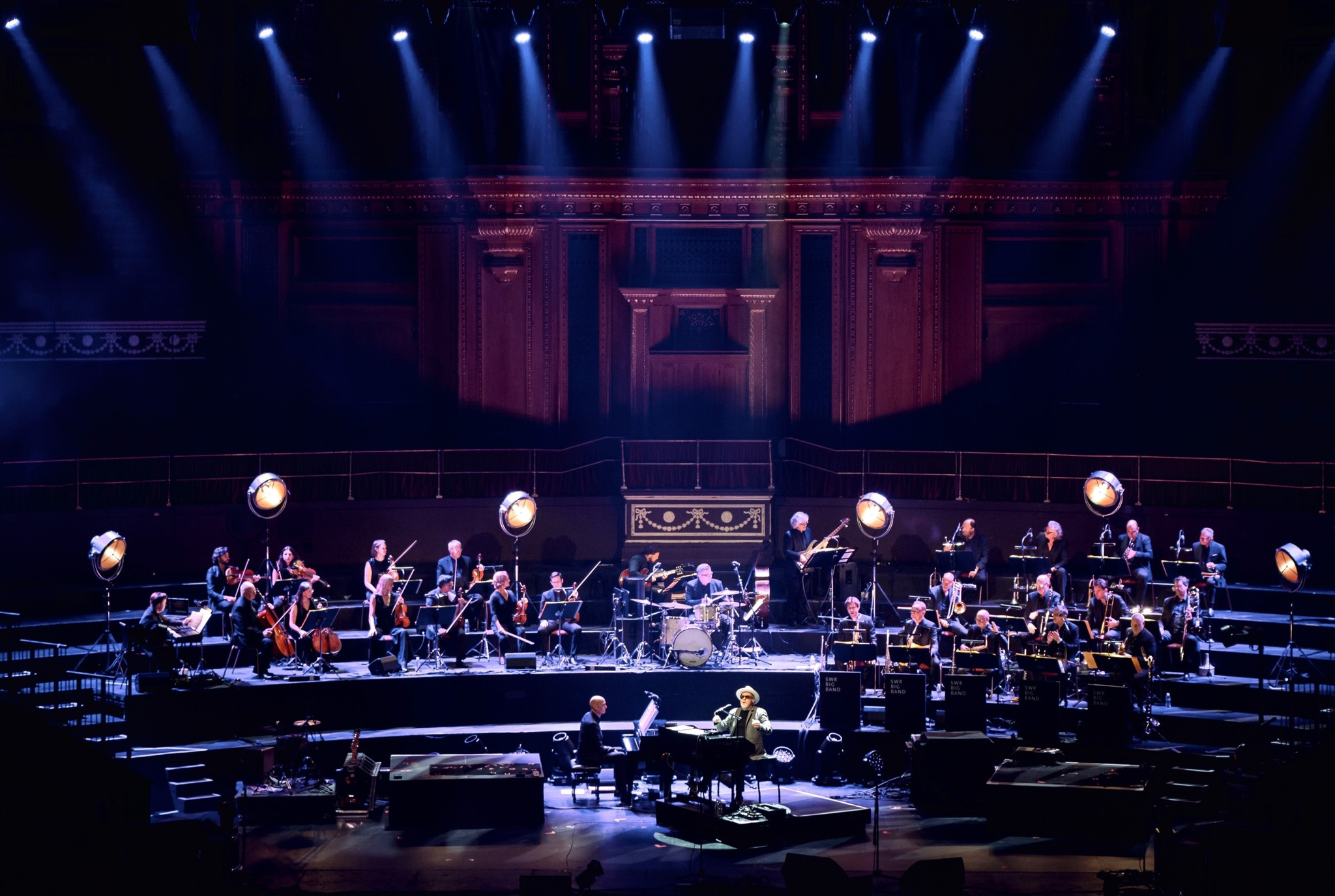
Die SWR Big Band mit Streicherverstärkung in der Royal Albert Hall (London, 2023)

## Diskografie (Auswahl)
als Südfunk-Tanzorchester bzw. Erwin Lehn & His Stuttgart Radio Orchestra
- Alice Babs Meets Erwin Lehn (JazzHaus 2019, rec. 1952–1955)
- The German Jazz Hurricane (Columbia 1956)
- Made in Germany (SABA 1965)
- Friedrich Gulda: Jazz ∙ Symphony In C | Concert Heidelberg 1971 (SWR Music 2021)
- Bernd Konrad: Marilyn / The Whale (Creative Works Records 1989)

als SDR Big Band
- Max Greger Jr. und die SDR Big Band: Tanzparty 1 (Intercord 1992)
- Manny Albam, Rob McConnell and the SDR Big Band Featuring Herb Geller (Intercord 1993)
- Paul Kuhn & SDR Bigband: Swingtime – The Original Arrangements 2 (L+R Records 1994)
- Frank Foster and the SDR Big Band: A Fresh Taste of the Blues (Intercord 1996)

als SWR Big Band
- SWR Big Band feat. Maria Schneider: Plays the Music of Maria Schneider & Kurt Weill, Live! (CK Records 2000)
- SWR Big Band, Slide Hampton: Jazz Matinee (Faszination Musik 2001) (Nomination Grammy Best Large Ensemble)[18]
- Bob Florence: Goldener Meilenstein (CK Records 2001; Nomination Grammy Best Arrangement Take the A-Train)[19][20]
- Rob McConnell & the SWR Big Band: So Very Rob (Boss Brass Revisited) (Faszination Musik 2003; Nomination Grammy Best Arrangement Autumn in New York)[21]
- Joo Kraus: Public Jazz Lounge (Skip Records 2003)(DE: Gold (German Jazz Award))[22]
- Sammy Nestico & the SWR Big Band: No Time Like the Present (SWR Music, Hänssler Classic 2004)
- Don Menza & the SWR Big Band: Voyage (SWR Music, Hänssler Classic 2006)
- Toshiko Akiyoshi & the SWR Big Band: Let Freedom Swing (SWR Music, Hänssler Classic 2007)
- Paula Morelenbaum, SWR Big Band, Ralf Schmid: Bossarenova (Skip Records 2009; Longlist Premio da Música Popular Brasileira)
- Sammy Nestico & the SWR Big Band: Fun Time (SWR Music, Hänssler Classic 2011; Nomination Grammy Best Large Ensemble)[23]
- SWR Big Band, Themba Mkhize & Guests: Shosholoza, (Skip Records 2010)
- SWR Big Band, Dresden Philharmonic Conducted by Wayne Marshall:  Ellington, Gershwin, Nestico – Rhapsody in Swing (SWR Music, Hänssler Classic 2012)
- Ivan Lins & SWR Big Band: Cornucopia (Mooscius Records 2013)
- Pat Metheny, Jan Garbarek, Gary Burton, Scott Colley, Danny Gottlieb, Paul McCandless, Michael Gibbs, Helge Sunde, SWR Big Band: Hommage à Eberhard Weber (ECM Records 2015)
- Joo Kraus & the SWR Big Band: Public Jazz Society (Skip Records 2016)
- Larry Carlton: Lights On (335 Records, 2017; auch DVD)
- Live at Elbphilharmonie Hamburg (SWR Music 2020)
- SWR Big Band, Magnus Lindgren, John Beasley: Bird Lives ACT 2021 (Grammy, Best Arrangement)
- SWR Big Band, Magnus Lindgren: Transitions (Naxos 2021)
- SWR Big Band, Ola Onabulé: Soul Encounter (SWR Music 2022)
- SWR Big Band, Torsten Maaß: Music Written by Real Life (SWR Music 2023)
- SWR Big Band feat. Joe Gallardo: It Is What It Is (Skip Records 2024)

## Filme
- „Jazzfieber – The Story of German Jazz (Dokumentarfilm)“[9]
- „Mackie Messer – Brechts Dreigroschenfilm (2018)“ – Gesamte Filmmusik[24]
- „Ich bin dein Mensch (2021)“ – Filmmusik „Putting On The Ritz“[25]